# Ravni Gaj

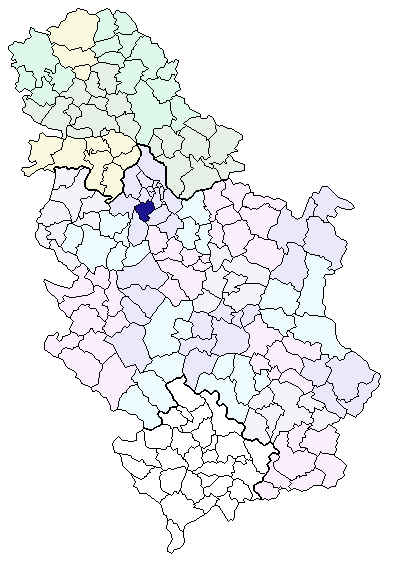
Situation de la municipalité de Barajevo en Serbie

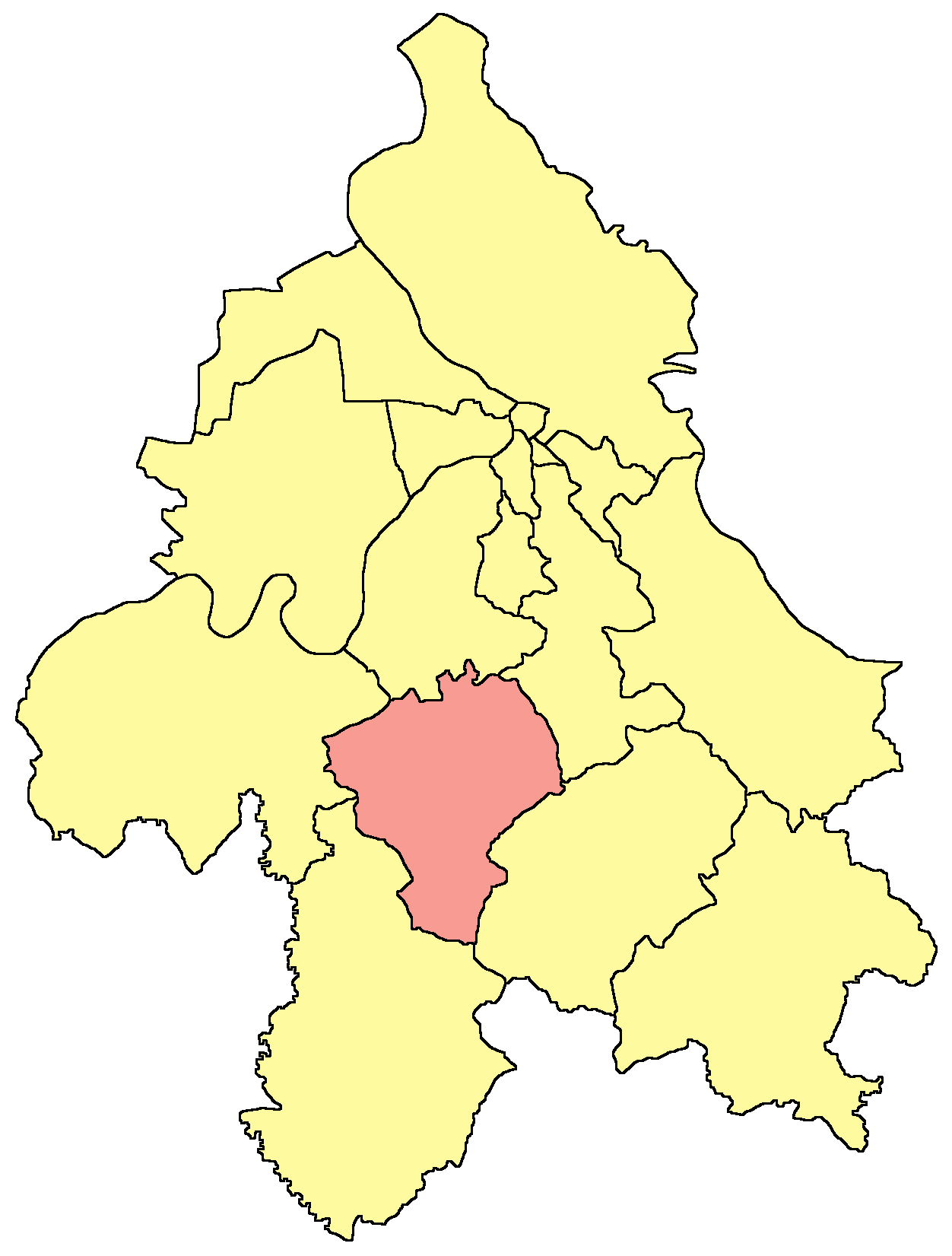
Situation de la municipalité de Barajevo dans le district de Belgrade

Ravni Gaj, en serbe cyrillique Равни Гај, est un faubourg de Belgrade, la capitale de la Serbie. Il est situé dans la municipalité de Barajevo, district de Belgrade.